# Myroconger seychellensis
Myroconger seychellensis is een straalvinnige vissensoort uit de familie van witte zeealen (Myrocongridae). De wetenschappelijke naam van de soort is voor het eerst geldig gepubliceerd in 2006 door Karmovskaya.